# Острво Белица
Острво Белица, познато и као Шуреца је речно острво која се налази на Дунаву у граду Белене у Плевенској области у Бугарској. Површине је 1,5 km² и четрнаесто је по величини острва у Бугарској на Дунаву.
Острво се налази у оптшини Белене код Беленског канала. Елипсасте је форме дужине преко 2,8 км и ширине 0,5 км. Највиша тачка на острву је на 27 м, а просечна је између 9 и 12 м надморске висине. Острво формирају речни седименти, а обала је обрасла врбама и тополама. На западном делу острва налази се обрадива земља.